# Электромагнитная безопасность

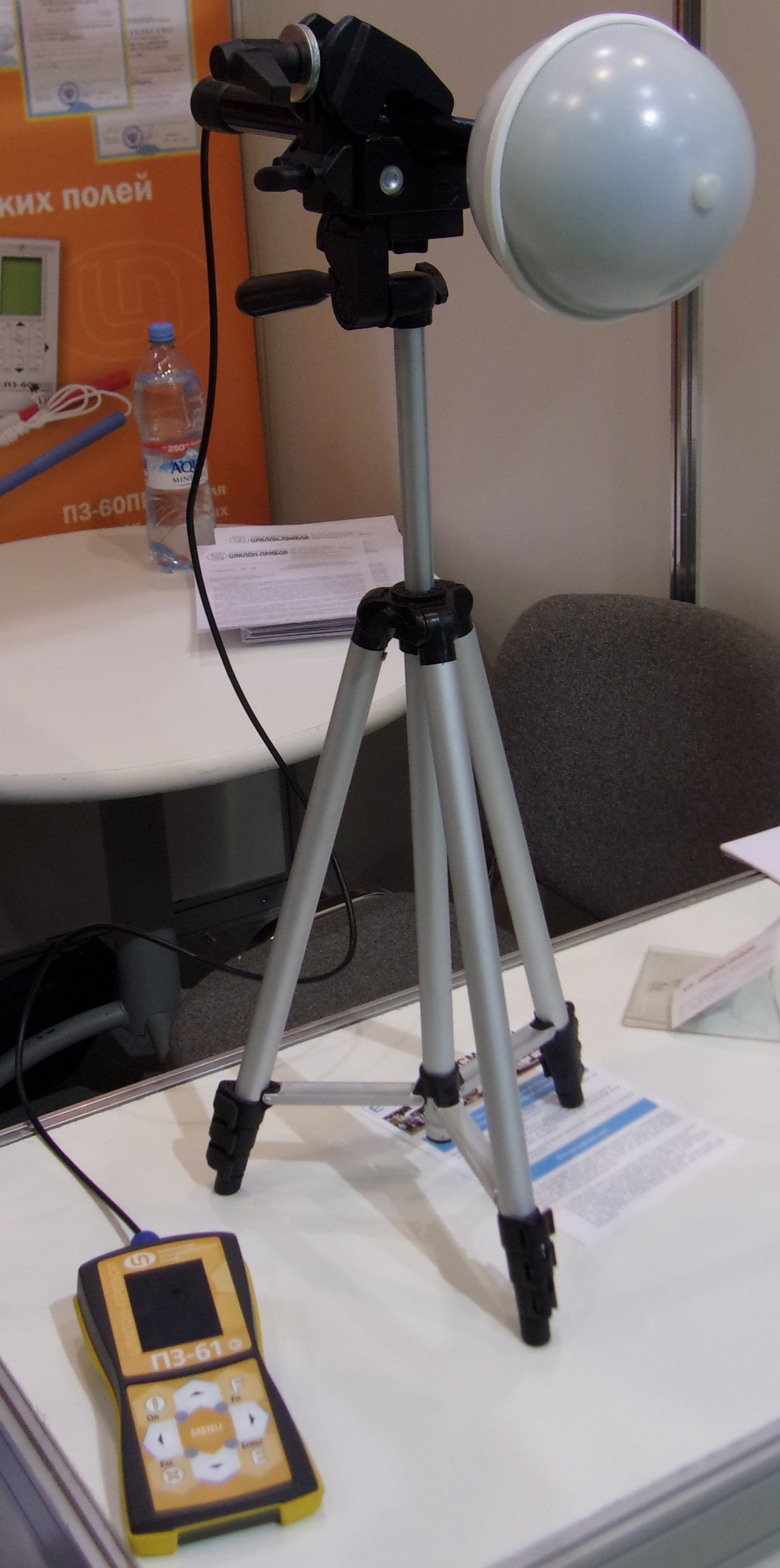
Прибор для оценки электрических полей на рабочих местах при определении условий труда.

Электромагнитная безопасность — система знаний, посвящённая возможному вреду, наносимому человеку электромагнитным излучением (далее — ЭМИ).

## Общие сведения
Электромагнитное излучение при определённых уровнях может оказывать отрицательное воздействие на организм человека, животных и других живых существ, а также неблагоприятно влиять на работу электрических приборов. Различные виды неионизирующих излучений электромагнитных полей оказывают разное физиологическое воздействие. На практике различают воздействие магнитного поля (постоянного и квазипостоянного, импульсного), ВЧ- и СВЧ-излучений, лазерного излучения, электрического и магнитного поля промышленной частоты от высоковольтного оборудования и др.
В связи со всё большим распространением источников ЭМИ в быту (СВЧ — микроволновые печи, мобильные телефоны, теле-радиовещание) и на производстве (оборудование ТВЧ, радиосвязь), большое значение приобретает нормирование уровней ЭМИ.
Нормирование уровней ЭМИ проводится раздельно для рабочих мест и санитарно-селитебной зоны.

## Влияние электромагнитного излучения на живых существ
Маломощные радиопередающие устройства, в частности, мобильные телефоны, не оказывают влияния на организм человека. Научные эксперименты достоверно показали отсутствие негативного влияния на организм отдельного человека и на популяцию в целом. Единственное обнаруженное воздействие высокочастотных радиоволн на живой организм — слабый нагрев кожи и подкожных тканей на небольшую глубину, и соответствующее незначительное повышение температуры тела.

## Санитарно-гигиенические требования к электромагнитному излучению
Существуют национальные и международные гигиенические нормативы уровней ЭМИ, в зависимости от диапазона, для селитебной зоны и на рабочих местах.

### Оптический диапазон
Существуют гигиенические нормы освещённости; также разработаны нормативы безопасности при работе с лазерным излучением.

### Радиоволны
Допустимые уровни электромагнитного излучения (плотность потока электромагнитной энергии) отражаются в нормативах, которые устанавливают государственные компетентные органы, в зависимости от диапазона ЭМИ. Эти нормы могут быть существенно различны в разных странах.
Параллельное развитие гигиенической науки в СССР и западных странах привело к формированию разных подходов к оценке действия ЭМИ. Для части стран постсоветского пространства сохраняется преимущественно нормирование в единицах плотности потока энергии (ППЭ), а для США и стран ЕС типичным является оценка удельной мощности поглощения (SAR).
Установлены биологические последствия сильного воздействия полей высоких уровней (значительно выше 100 мкT), которые объясняются действием признанных биофизических механизмов. Внешние магнитные поля крайне низкой частоты (КНЧ) индуцируют электрические поля и токи в организме человека, которые, при очень высокой мощности поля, оказывают стимулирующее воздействие на нервы и мышцы и вызывают изменение возбудимости нервных клеток в центральной нервной системе.
Что касается долгосрочных последствий, то ввиду недостаточности фактических данных, подтверждающих связь между воздействием магнитных полей КНЧ и детской лейкемией, польза для здоровья от снижения уровней воздействия представляется неясной.
На 2021 год не были выявлены никакие последствия от облучения слабыми высокочастотными электромагнитными волнами. Изучались генотоксичность, влияние на пролиферацию клеток, экспрессию генов, передачу нервных импульсов, влияние на проницаемость клеточных мембран и другие потенциальные эффекты облучения.
В ряде исследований было проанализировано воздействие радиочастотных полей на электрическую активность мозга, когнитивные функции, сон, сердечный ритм и кровяное давление у добровольцев. На сегодняшний день исследования не предполагают каких-либо последовательных доказательств неблагоприятного воздействия на здоровье от воздействия радиочастотных полей на уровнях ниже уровней, которые вызывают нагревание тканей. Кроме того, исследования не смогли обнаружить причинно-следственную связь между воздействием электромагнитных полей и «симптомами самооценки» или «электромагнитной гиперчувствительностью». Эпидемиологические исследования, изучающие потенциальные долгосрочные риски от радиочастотного воздействия, в основном имели цель найти связь между опухолями головного мозга и использованием мобильных телефонов. Результаты исследований на животных не показывают повышенного риска развития рака от долгосрочного воздействия радиочастотных полей.
Существует две параллельные ветви нормирования: для производственного персонала связанного с эксплуатацией оборудования с возможностью излучения ЭМИ и для населения проживающего на селитебной территории или работающего вблизи источника ЭМИ. В англоязычной терминологии эти категории называются: с контролируемым (Controlled Exposure) и неконтролируемым (Uncontrolled Exposure) воздействием ЭМИ.
В России действует СанПиН 2.2.4.1191-03 «Электромагнитные поля в производственных условиях», а также ряд других нормативных документов, в частности: СанПиН 2.1.8/2.2.4.1383-03 «Гигиенические требования к размещению и эксплуатации передающих радиотехнических объектов», СанПиН 2.2.4.1329-03 «Требования по защите персонала от воздействия импульсных электромагнитных полей», СанПиН 2.5.2/2.2.4.1989-06 «Электромагнитные поля на плавательных средствах и морских сооружениях Гигиенические требования безопасности». На Украине действуют гигиенические нормативы ГДР (ПДУ) 5803-91 «Предельно допустимые уровни (ПДУ) воздействия электромагнитных полей (ЭМИ) диапазона частот 10 — 60 кГц».
Выделяют, в частности:
- временные допустимые уровни (ВДУ) ослабления геомагнитного поля (ГМП);
- ПДУ электростатического поля (ЭСП);
- ПДУ постоянного магнитного поля (ПМП);
- ПДУ электрического и магнитного полей промышленной частоты 50 Гц (ЭП и МП ПЧ);
- ПДУ электромагнитных полей в диапазоне частот > 10 кГц −30 кГц;
- ПДУ электромагнитных полей в диапазоне частот s 30 кГц −300 ГГц.
- ДВ — километровые волны, частоты от 30 кГц до 300 кГц, способны огибать препятствия за счёт дифракции
- СВ — средние волны, частоты от 300 кГц до 3 МГц
- КВ — короткие волны, частоты от 3 МГц до 30 Мгц, способны отражаться от ионосферы
- УКВ — ультракороткие метровые волны, частоты от 30 МГц до 300 МГц
- УВЧ — ультравысокочастотные дециметровые волны, частоты от 300 МГц до 3 ГГц, проникают сквозь ткани организма
- СВЧ — сверхвысокочастотные сантиметровые и миллиметровые волны, частоты от 3 ГГц до 30 ГГц
- КВЧ — крайне высокочастотное излучение — миллиметровые волны, частоты от 30 ГГц, до 300 ГГц, способны проникать сквозь стены

#### Нормирование ПДУ ЭМИ с частотой 300 МГц — 300 ГГц
Допустимые уровни излучения передающих радиотехнических объектов (ПРТО) в санитарно-селитебной зоне (неконтролируемое воздействие, для населения) в некоторых странах заметно различаются (большие уровни на более высоких частотах):
Россия, Польша, Беларусь, Казахстан: 10 мкВт/см².
Украина: 100 мкВт/см².
США, Европа (за исключением некоторых стран), Япония, Корея: 200—1000 мкВт/см².
Канада: 130—2000 мкВт/см².
Китай: 10 (40) — 2000 мкВт/см².
Временно допустимый уровень (ВДУ) от мобильных радиотелефонов (МРТ) для пользователей в РФ определён, как 100,0 мкВт/см² (Раздел 4.1 — Гигиенические требования к подвижным станциям сухопутной радиосвязи СанПиН 2.1.8/2.2.4.1190-03 «Гигиенические требования к размещению и эксплуатации средств сухопутной подвижной радиосвязи»).
«Современные представления о биологическом действии ЭМИ от МРТ не позволяют прогнозировать все неблагоприятные последствия, многие аспекты проблемы не освещены в современной литературе и требуют дополнительных исследований. В связи с этим, согласно рекомендациям ВОЗ, целесообразно придерживаться предупредительной политики, то есть максимально уменьшить время использования сотовой связи». Вклад устройств мобильной связи в общую электромагнитную нагрузку населения оценивается в России общим значением 70 %.

### Ионизирующие излучения
Жесткой границы между неионизирующим и ионизирующим излучением не установлено. Считается, что неионизирующее излучение не способно разрушить атом вещества впротивовес ионизирующему, которое обладает энергией достаточной для отщепления электрона от ядра атома. Явление ионизации начинает проявляться с крайних частот жесткого ультрафиолета и начала рентгеновского диапазона.
Допустимые нормативы регулируются нормами радиационной безопасности — НРБ-99.
- Рентгеновское излучение — частоты 3 ⋅ 1015 Гц до 3 ⋅ 1019 Гц. Доказано, что при длительном превышении допустимых норм облучения излучение губительно действует на живые клетки[источник не указан 4807 дней].
- Гамма излучение — частоты более 3 ⋅ 1019 Гц. Возникает от радиоактивного распада вещества и обладает наибольшей энергией фотонов и проникающей способностью, поэтому наиболее опасно для биологического вещества.

## Контроль за электромагнитной безопасностью
Контроль за уровнями ЭМИ возложен на органы санитарного надзора и инспекцию электросвязи, а на предприятиях — на службу охраны труда.
Предельно-допустимые уровни ЭМИ в разных радиочастотных диапазонах различны.
В настоящее время в России реализуется пилотный проект открытой интерактивной экологической карты города.[значимость факта?] Место проведения Волгоград. В соответствии с концепцией, на интерактивную карту будут нанесены все уровни излучения от различных источников электромагнитных полей.

## ВлияниеЭМИна радиотехнические устройства
Существует административные и контролирующие органы — инспекция по радиосвязи (на Украине, например, Укрчастотнадзор), которая регулирует распределение частотных диапазонов для различных пользователей, соблюдение выделенных диапазонов, отслеживает незаконное пользование радиоэфиром.

## Защита от действияЭМИ
1. Экранирование (активное и пассивное; источника электромагнитного излучения или же объекта защиты; комплексное экранирование).
2. Удаление источников из ближней зоны; из рабочей зоны.
3. Конструктивное совершенствование оборудования с целью снижения используемых уровней ЭМИ, общей потребляемой и излучаемой мощности оборудования.
4. Ограничение времени пребывания операторов или населения в зоне действия ЭМИ.